# Hazebrouck
Hazebrouck (in olandese Hazebroek) è un comune francese di 22 218 abitanti situato nel dipartimento del Nord nella regione dell'Alta Francia.

## Società

### Evoluzione demografica
Abitanti censiti

## Amministrazione

### Gemellaggi
- Soignies
- Porz am Rhein
- Faversham